# Władysław Janiszewski (historyk sztuki)
Władysław Janiszewski, także Władysław Ostoja-Janiszewski, Władysław M. Ostoja Janiszewski (ur. 1884, zm. 1 stycznia 1943) – polski historyk sztuki.
Ukończył studia we Lwowie. Pracował kolejno w Muzeum Śląskim w Katowicach, w bibliotece Potockich Pod Baranami oraz od 1937 w Muzeum Narodowym w Krakowie. Przed II wojną opiekował się zabytkami powiatu drohobyckiego.
Współpracował z Polskim Słownikiem Biograficznym (biogramy: Bronisław Abramowicz, Kazimierz Bachmatowicz, Henryka Beyerowa, t. 1, 1935).